# Stichopus ellipes
Stichopus ellipes is een zeekomkommer uit de familie Stichopodidae.
De wetenschappelijke naam van de soort werd in 1938 gepubliceerd door Hubert Lyman Clark.